# Give Me Everything (canción de Magazine)
«Give Me Everything» es el tercer sencillo de la banda post-punk Magazine. Fue producido por Tony Wilson (quien no tiene nada que ver con Tony Wilson, jefe del sello Factory) y lanzado por Virgin Records el 17 de noviembre de 1978.
El sencillo no formó parte de la promoción del siguiente álbum, Secondhand Daylight, lanzado al año siguiente, pero sus canciones fueron incluidas como bonus tracks en la edición remasterizada de aquel en 2007.
Este es la primera realización discográfica de la banda con John Doyle como baterista. Martin Jackson se había ido de la banda en julio de 1978, luego de terminada la gira por Gran Bretaña, como parte de la promoción del álbum debut Real Life, y había sido reemplazado por Paul Spencer, con quien el grupo hizo una gira por Europa y realizó otras presentaciones en televisión. Al poco tiempo, Spencer es echado del grupo, y el guitarrista de la banda, John McGeoch, contacta con John Doyle, baterista en un grupo de Mánchester llamado Idiot Rouge, y le solicita sus servicios para Magazine. Doyle permanecería en la banda hasta su separación en 1981, y reingresaría a ella tras su reunión en 2009.

## Contenido

### Lado A
1. «Give Me Everything» (Howard Devoto) - 4:22

### Lado B
1. «I Love You You Big Dummy» (Don Van Vliet) - 3:54

## Créditos
- Howard Devoto: voz
- John McGeoch: guitarra
- Barry Adamson: bajo
- Dave Formula: teclados
- John Doyle: batería

### Producción
- Tony Wilson: productor
- Billy Aitken: ingeniero